# I²S
I²S或I2S（英語： 或 ）是IC間傳輸數位音訊資料的一種介面標準，採用序列的方式傳輸2組（左右聲道）資料。I2S常被使用在傳送CD的PCM音訊資料到CD播放器的DAC中。由於I2S將資料訊號和時脈訊號分開傳送，它的抖动（jitter）失真十分地小。

## I2S歷史
由Philips Semiconductor（現在的恩智浦半导体）在1986年發表此規格。最後一次改版時間在1996年6月5日。

## 一般的I²S
典型一條I²S匯流排至少由3條傳輸線組成：

I²S 時序圖

1. 位元時脈線（BCLK: bit clock line）
  - 標準名稱為“連續串列時脈”（Continuous Serial Clock, SCK）[1]，一般稱為“位元時脈”（bit clock, BCLK）[2]
2. 字元選擇線（word select line）
  - 標準名稱為“字元選擇”（word select, WS）[1]，一般稱為“左右時脈”（left-right clock，LRCLK）[2]
  - 0表示左頻道，1表示右頻道[1]
  - 也稱為“訊框同步線”（Frame Sync, FS）[3]
3. 一條以上的複合數據線（SDATA：multiplexed data）
  - 標準名稱為“串列資料線”（Serial Data, SD）[1]，但也可稱為SDATA，SDIN，SDOUT，DACDAT，ADCDAT等。

它還可能包括以下幾條：
1. 主時脈MCLK（256 x LRCLK）
  - 這不是I2S標準的一部分，但通常包含在其中，以使模擬/數字轉換器的內部操作同步。
2. 用於傳輸資料的複合數據線（multiplex）

I²S由前述的位元時脈、字元時脈和資料三條線所組成。當新的資料被放到資料線上時，位元時脈就會跳動一次。它以資料取樣率的64倍速度在運作，諸如CD的取樣率為44.1 KHz，要傳輸它所使用的位元時脈就為2.8224 MHz。I²S的資料線允許兩個軌道的資料同時傳送，而字元選擇時脈能讓接收裝置知道現在正在傳送軌道1或軌道2的資料。每個軌道可傳輸32位元的資料，所以顯而易見地，字元選擇時脈和聲音的取樣率時脈是相同的。位元時脈即是取樣率時脈的64倍，44.1KHz x 2個聲道 x 32位元 = 2.8224MHz。
I²S的資料是從高位元（MSB）傳送至低位元（LSB），從字元選擇時脈的左端開始，加上一個位元時脈的延遲，即資料將比字元選擇時脈要慢一個位元時脈。也有左對齊（Left Justified）的I²S資料流，它沒有位元時脈的延遲，資料和字元選擇時脈是同步的。右對齊（Right Justified）則是資料比字元選擇時脈快一個位元時脈。

## 傳輸速度
| 儲存容器 | 取樣率          | 位元時脈      |
| Audio CD | 44.1 kHz·16 bit | 1.4112 MBit/s |
| DAT      | 48 kHz·16 bit   | 1.536 MBit/s  |
| SACD     | 96 kHz·24 bit   | 4.608 MBit/s  |

## 作为设备间的音频传输
I2S 协议并不适合用线缆进行传输，并且 IC 对同轴电缆通常并没有正确的阻抗。
不过，有时 I2S 也被用于连接不同的设备（如 CD 和分体的 DAC），而不仅仅是连接多个芯片。这可以替代常用的 AES / EBU、Toslink 或 S / PDIF。不过，用于设备间连接时，I2S 并没有标准的接口。有的制造商仅仅提供 3 个 BNC 接口、 8P8C（RJ45）接口或者 DE-9 接口。有的制造商，像 Audio Alchemy（现在已被收购），使用 DIN 连接器。PSAudio、 Wyred4Sound 使用 HDMI 线缆。荷兰制造商 Van Medevoort 在它的器材上实现了 Q-link，使用 4 个 RCA 接口来传输 I2S 信号。